# Alasmidonta wrightiana
Alasmidonta wrightiana – gatunek wymarłego małża z rodziny skójkowatych (Unionidae).

## Występowanie
Występował w wodach słodkich na Florydzie (Stany Zjednoczone).

## Status ochrony
W 1996 uznany za gatunek krytycznie zagrożony wyginięciem. W 2000 uznany za gatunek wymarły.